# Rhopalophora prolixa
Rhopalophora prolixa är en skalbaggsart som beskrevs av Monné 1989. Rhopalophora prolixa ingår i släktet Rhopalophora och familjen långhorningar. Inga underarter finns listade i Catalogue of Life.